# Разъезд 102 (Акмолинская область)
Разъезд 102 — разъезд в Аршалынском районе Акмолинской области Казахстана. Входит в состав сельского округа Жибек Жолы. Код КАТО — 113433400.

## География
Разъезд расположен в западной части района, на расстоянии примерно 44 километров (по прямой) к северо-западу от административного центра района — посёлка Аршалы, в 6 километрах к югу от административного центра сельского округа — села Жибек Жолы.
Абсолютная высота — 399 метров над уровнем моря.
Ближайшие населённые пункты: посёлок Куйгенжар — на юго-западе, село Жибек Жолы — на юге.
Через разъезд проходит Южно-Сибирская железнодорожная магистраль.

## Население
В 1989 году население разъезда составляло 12 человека (из них казахи — 75%).

В 1999 году население разъезда составляло 32 человека (15 мужчин и 17 женщин). По данным переписи 2009 года, в разъезде проживало 45 человек (23 мужчины и 22 женщины).
| Численность населения | Численность населения | Численность населения |
| 1989                  | 1999                  | 2009                  |
| --------------------- | --------------------- | --------------------- |
| 12                    | ↗32                   | ↗45                   |